# بيل غيلبرت (عسكري)
بيل غيلبرت (بالإنجليزية: William Herbert Ellery Gilbert)‏ هو عسكري نيوزيلندي، ولد في 20 يوليو 1916 في وانجانوي في نيوزيلندا، وتوفي في 26 سبتمبر 1987 في Silverstream ‏ في نيوزيلندا.